# Regiões hidrográficas da Bahia
As regiões hidrográficas da Bahia recebem a denominação oficial de "regiões de planejamento e gestão das águas" (RPGA). A divisão hidrográfica do estado foi definida pelo Conselho Estadual de Recursos Hídricos (CONERH). Diferentemente das bacias hidrográficas, que podem ultrapassar os limites político-territoriais, as regiões hidrográficas, como são estabelecidas por legislação, estão restritas ao espaço territorial baiano. Ainda assim, há as regiões de gestão exclusiva da Bahia e outras de gestão compartilhadas com outras entidades governamentais. As RPGA, levando em consideração a divisão nacional, estão localizadas na região hidrográfica do Atlântico Leste ou do São Francisco.
A resolução nº 43 de março de 2009 do CONERH estabeleceu inicialmente 26 regiões. Mais tarde, a resolução nº 88 de 26 de novembro de 2012 do CONERH alterou a configuração das regiões: diminuiu uma RPGA, ao incluir as sub-bacias dos riachos da Serra Dourada e Brejo Velho, que formavam sozinhas uma RPGA, na RPGA XXIII.

## Lista
| Mapa | Região hidrográfica                                                    | Região hidrográfica | Área total | Bacias                                   | Principais rios                                                                                                | Imagem                             |
| ---- | ---------------------------------------------------------------------- | ------------------- | ---------- | ---------------------------------------- | --- | ---------------------------------- |
|      | RPGA do Riacho Doce                                                    | Região I            |            | Bacia do Riacho Doce                     | Riacho Doce |                                    |
|      | RPGA do Rio Mucuri                                                     | Região II           |            | Bacia do Rio Mucuri                      | Rio Mucuri |                                    |
|      | RPGA dos Rios Peruíbe, Itanhém e Jucuruçu                              | Região III          |            | Bacias diversas                          | Rio Peruíbe, Rio Itanhém, Rio Jucuruçu, Rio Itanhetinga, Rio Alcobaça                                          | Rio Itanhém                        |
|      | RPGA dos Rios dos Frades, Buranhém e Santo Antônio                     | Região IV           |            | Bacias diversas                          | Rio dos Frades, Rio Buranhém, Rio Santo Antônio, Rio Caraíva, Rio João de Tiba                                 | Rio Caraíva                        |
|      | RPGA do Rio Jequitinhonha                                              | Região V            |            | Bacia do Rio Jequitinhonha               | Rio Jequitinhonha                                                                                              | Rio Jequitinhonha                  |
|      | RPGA do Rio Pardo                                                      | Região VI           |            | Bacia do Rio Pardo                       | Rio Pardo, Rio Catolé Grande                                                                                   | Rio Pardo                          |
|      | RPGA do Leste                                                          | Região VII          |            | Bacias diversas                          | Rio Cachoeira, Rio Salgado, Rio Colônia, Rio Almada, Rio de Una                                                |                                    |
|      | RPGA do Rio de Contas                                                  | Região VIII         |            | Bacia do Rio de Contas                   | Rio de Contas                                                                                                  | Rio de Contas                      |
|      | RPGA do Recôncavo Sul                                                  | Região IX           |            | Bacias diversas                          | Rio Gandu, Rio das Almas, Rio Una, Rio Preto, Rio do Peixe, Rio Jiquiriçá, Rio Verde, Rio Jaguaripe            | Rio Preto                          |
|      | RPGA do Rio Paraguaçu                                                  | Região X            |            | Bacia do Rio Paraguaçu                   | Rio Paraguaçu                                                                                                  | Rio Paraguaçu                      |
|      | RPGA do Recôncavo Norte e Inhambupe                                    | Região XI           |            | Bacias diversas                          | Rio Ipitanga, Rio Joanes, Rio Jacuípe, Rio Subaé, Rio Catu, Rio Pojuca, Rio Sauipe, Rio Subaúma, Rio Inhambupe | Rio Jacuípe                        |
|      | RPGA do Rio Itapicuru                                                  | Região XII          |            | Bacia do Rio Itapicuru                   | Rio Itapicuru                                                                                                  |                                    |
|      | RPGA do Rio Real                                                       | Região XIII         |            | Bacia do Rio Real                        | Rio Real |                                    |
|      | RPGA do Rio Vaza-Barris                                                | Região XIV          |            | Bacia do Rio Vaza-Barris                 | Rio Vaza-Barris                                                                                                |                                    |
|      | RPGA do Riacho do Tará                                                 | Região XV           |            | Microbacia da bacia do rio São Francisco | Riacho do Tará                                                                                                 |                                    |
|      | RPGA dos Rios Macururé e Curaçá                                        | Região XVI          |            | Sub-bacia da bacia do rio São Francisco  | Rio Macururé e Rio Curaçá                                                                                      |                                    |
|      | RPGA do Rio Salitre                                                    | Região XVII         |            | Sub-bacia da bacia do rio São Francisco  | Rio Salitre |                                    |
|      | RPGA dos Rios Verde e Jacaré                                           | Região XVIII        |            | Sub-bacia da bacia do rio São Francisco  | Rio Verde e Rio Jacaré                                                                                         |                                    |
|      | RPGA do Lago de Sobradinho                                             | Região XIX          |            | Sub-bacia da bacia do rio São Francisco  | Riachos e veredas                                                                                              | Lago de Sobradinho                 |
|      | RPGA dos Rios Paramirim e Santo Onofre                                 | Região XX           |            | Sub-bacia da bacia do rio São Francisco  | Rio Paramirim e Rio Santo Onofre                                                                               |                                    |
|      | RPGA do Rio Grande                                                     | Região XXI          |            | Sub-bacia da bacia do rio São Francisco  | Rio Grande | Rio Grande                         |
|      | RPGA do Rio Carnaíba de Dentro                                         | Região XXII         |            | Sub-bacia da bacia do rio São Francisco  | Rio Carnaíba de Dentro                                                                                         |                                    |
|      | RPGA do Rio Corrente e Riachos do Ramalho, Serra Dourada e Brejo Velho | Região XXIII        |            | Sub-bacia da bacia do rio São Francisco  | Rio Corrente                                                                                                   | Rio não identificado em Correntina |
|      | RPGA do Rio Carinhanha                                                 | Região XXIV         |            | Sub-bacia da bacia do rio São Francisco  | Rio Carinhanha, Rio Itaguari                                                                                   | Rio Carinhanha                     |
|      | RPGA do Rio Verde Grande                                               | Região XXV          |            | Sub-bacia da bacia do rio São Francisco  | Rio Verde Grande, Rio Verde Pequeno                                                                            | Rio Verde Pequeno                  |